# Пансерон, Огюст Матьё
Огю́ст Матьё Пансеро́н (фр. Auguste Mathieu Panseron; 26 апреля 1795, Париж — 29 июля 1859, Париж) — французский композитор и музыкальный педагог.

## Биография
Занимался музыкой у отца, профессора музыки, который оркестровал некоторые произведения Гретри; затем был учеником Госсека в Парижской консерватории, которую окончил в 1813 году, получив первый приз за кантату «Herminie».
Отправившись в Италию, Пансерон занимался некоторое время у Маттеи. Старательно изучая стиль старинной итальянской школы, приобрёл большое мастерство в искусстве сочинять для голоса. Пробыв долгое время в Риме и Неаполе, отправился в Германию и пользовался советами Сальери в Вене.
В 1817 году в Айзенштадте у князя Эстергази получил место капельмейстера. Отсюда был приглашен в Петербург, где оставался недолго, и в 1818 году вернулся в Париж.
В 1824 году получил место профессора вокала в Парижской консерватории, где среди его многочисленных учеников была, в частности, Анаис Фаргейль.

## Творчество
С 1820 до 1827 г. были поставлены на сценах парижских театров его три комические оперы:
- «La grille du parc»,
- «Les deux cousines»,
- «L’école de Rome».

Европейскую известность ему принесли романсы, в числе более 300; между ними особенно замечательны баллады «Le songe de Tartine» и «La fête de la madonne».
Издал несколько руководств для изучения пения и несколько сборников сольфеджио:
- «Cinquante leçons de solfége»,
- «Méthode de vocalisation en deux parties pour soprano ou ténor»,
- «Methode de vocalisation en deux parties pour basse, baryton et contralto», и пр.